# Witkowo (Smołdzino)
Witkowo (deutsch Vietkow, slowinzisch Vjītkɵvɵ) ist ein Dorf in der Woiwodschaft Pommern in Polen. Es gehört zur Gmina Smołdzino (Gemeinde Schmolsin)  im Powiat Słupski (Stolper Kreis).

## Geographische Lage
Das Dorf liegt in Hinterpommern, etwa 25 Kilometer nordöstlich der Stadt Słupsk (Stolp) und fünf Kilometer südsüdöstlich des Kirchdorfs Smołdzino (Schmolsin).

## Geschichte

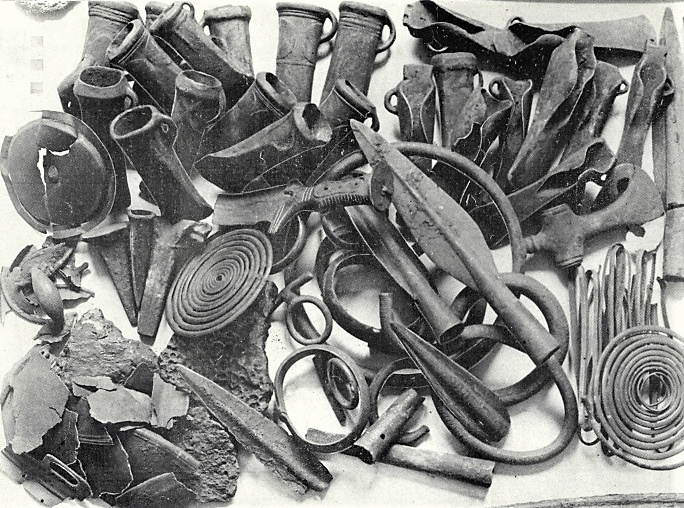
Depot- und Gießerfund von Vietkow

Aus der Bronzezeit stammt der Depot- und Gießerfund von Vietkow. In einem Gefäß wurden Bruchmaterial, fertige Stücke und Rohstoff gefunden. Sie bieten einen Einblick in die damalige Händler- und Gießertätigkeit.
Das Dorf wurde erstmals im Jahr 1282 unter dem Ortsnamen Wicesowo in einer Urkunde erwähnt, mit der der pommerellische Herzog Mestwin II. die Donation seines Vaters Swantopolk II. für die Stanislaus-Kirche in Garde erneuerte.
In preußischer Zeit gehörte Vietkow zu den sogenannten königlichen Dörfern, die dem Amt Schmolsin unterstanden. Um das Jahr 1784 gab es in Vietkow sieben Bauern, einen Schulzen, drei Kossäten, fünf Büdner und insgesamt 15 Haushaltungen. Die Bauern und Kossäten waren als Lehensnehmer gegenüber dem Amt Schmolsin dienstpflichtig und hatten unter anderem Spanndienste zu leisten. Im Jahre 1832 wurden die bis dahin gemeinschaftlich genutzten landwirtschaftlichen Flächen der Gemeinde unter den Landwirten aufgeteilt. Im Jahre 1912 wurden die Chaussee von Alt Gutzmerow nach Schmolsin gebaut und die Eisenbahn-Strecke nach Dominke.
Im Jahre 1925 standen in Vietkow 74 Wohngebäude. Im Jahre 1939 lebten in Vietkow 281 Einwohner in 75 Haushaltungen, und die Gemeinde hatte insgesamt 46 landwirtschaftliche Betriebe.
Vor 1945 gehörte Vietkow zum Amtsbezirk Virchenzin im Landkreis Stolp der Provinz Pommern. Die Gemeindefläche war 484 Hektar groß. In der Gemeinde Vietkow gab es neben Vietkow die Wohnplätze Erlental, Karlshof, Lupinenberg, Oberdorf und Unterdorf.
Gegen Ende des Zweiten Weltkriegs besetzte am 9. März 1945 die Rote Armee das Dorf. Danach kamen Polen und übernahmen die Gehöfte. Vietkow wurde in Witkowo umbenannt. Die  Dorfbewohner wurden in der Folgezeit vertrieben.
Später wurden in der Bundesrepublik Deutschland 137 und in der DDR 57 aus Vietkow stammende Dorfbewohner ermittelt.
Das Dorf gehört heute zum Powiat Słupski der Woiwodschaft Pommern (bis 1998 Woiwodschaft Słupsk). Hier leben heute etwa vierzig Einwohner.

### Kirche
Die vor 1945 in Vietkow anwesenden Dorfbewohner waren evangelisch. Vietkow gehörte zum Kirchspiel Schmolsin und damit zum Kirchenkreis Stolp-Altstadt.

### Schule
Bis 1830 hatten die Dörfer Zietzen, Virchenzin und Vietkow eine gemeinsame Schule, die sich zwischen diesen Ortschaften auf dem ‚ritterfreien‘ Vorwerk Rambow befand. Wegen der zu langen Schulwege bekam danach jedes der drei Dörfer seine eigenen Schule. Nachdem das Schulgebäude in Vietkow 1881 abgebrannt war, wurde 200 Meter weiter nordwestlich des alten Schulhauses ein neues Schulgebäude errichtet. Im Jahr 1932 unterrichtete in der damals einstufigen Schule ein einzelner Lehrer 48 Schulkinder.

## Söhne und Töchter des Ortes
- Ingrid Seddig (1926–2008), deutsche Bildhauerin